# Campionato mondiale maschile di pallavolo
Il campionato mondiale maschile di pallavolo è una competizione pallavolistica per squadre nazionali, organizzata con cadenza biennale dalla FIVB.

## Edizioni
| Edizione      | Edizione         | Podio | Podio            | Podio            |
| Anno          | Organizzatore    | Campione | Seconda          | Terza            |
| ------------- | ---------------- | --- | ---------------- | ---------------- |
| 1949 Dettagli | Cecoslovacchia   | [[File: Flag of the Soviet Union (1936 – 1955).svg\|class=noviewer\| Unione Sovietica (bandiera)\|border\|40x40px]] [[Nazionale maschile di pallavolo dell' Unione Sovietica\| Unione Sovietica]] | Cecoslovacchia   | Bulgaria         |
| 1952 Dettagli | Unione Sovietica | [[File: Flag of the Soviet Union (1936 – 1955).svg\|class=noviewer\| Unione Sovietica (bandiera)\|border\|40x40px]] [[Nazionale maschile di pallavolo dell' Unione Sovietica\| Unione Sovietica]] | Cecoslovacchia   | Bulgaria         |
| 1956 Dettagli | Francia          | Cecoslovacchia | Romania          | Unione Sovietica |
| 1960 Dettagli | Brasile          | Unione Sovietica | Cecoslovacchia   | Romania          |
| 1962 Dettagli | Unione Sovietica | Unione Sovietica | Cecoslovacchia   | Romania          |
| 1966 Dettagli | Cecoslovacchia   | Cecoslovacchia | Romania          | Unione Sovietica |
| 1970 Dettagli | Bulgaria         | Germania Est | Bulgaria         | Giappone         |
| 1974 Dettagli | Messico          | Polonia | Unione Sovietica | Giappone         |
| 1978 Dettagli | Italia           | Unione Sovietica | Italia           | Cuba             |
| 1982 Dettagli | Argentina        | Unione Sovietica | Brasile          | Argentina        |
| 1986 Dettagli | Francia          | Stati Uniti | Unione Sovietica | Bulgaria         |
| 1990 Dettagli | Brasile          | Italia | Cuba             | Unione Sovietica |
| 1994 Dettagli | Grecia           | Italia | Paesi Bassi      | Stati Uniti      |
| 1998 Dettagli | Giappone         | Italia | Jugoslavia       | Cuba             |
| 2002 Dettagli | Argentina        | Brasile | Russia           | Francia          |
| 2006 Dettagli | Giappone         | Brasile | Polonia          | Bulgaria         |
| 2010 Dettagli | Italia           | Brasile | Cuba             | Serbia           |
| 2014 Dettagli | Polonia          | Polonia | Brasile          | Germania         |
| 2018 Dettagli | Italia Bulgaria  | Polonia | Brasile          | Stati Uniti      |
| 2022 Dettagli | Polonia Slovenia | Italia | Polonia          | Brasile          |
| 2025 Dettagli | Filippine        | |                  |                  |

## Medagliere
| Pos. | Squadra          | 1º posto | 2º posto | 3º posto | Totale |
| ---- | ---------------- | -------- | -------- | -------- | ------ |
| 1    | Unione Sovietica | 6        | 2        | 3        | 11     |
| 2    | Italia           | 4        | 1        | -        | 5      |
| 3    | Brasile          | 3        | 3        | 1        | 7      |
| 4    | Polonia          | 3        | 2        | -        | 5      |
| 5    | Cecoslovacchia   | 2        | 4        | -        | 6      |
| 6    | Stati Uniti      | 1        | -        | 2        | 3      |
| 7    | Germania Est     | 1        | -        | -        | 1      |
| 8    | Cuba             | -        | 2        | 2        | 4      |
| 8    | Romania          | -        | 2        | 2        | 4      |
| 10   | Bulgaria         | -        | 1        | 4        | 5      |
| 11   | Serbia           | -        | 1        | 1        | 2      |
| 12   | Paesi Bassi      | -        | 1        | -        | 1      |
| 12   | Russia           | -        | 1        | -        | 1      |
| 14   | Giappone         | -        | -        | 2        | 2      |
| 15   | Argentina        | -        | -        | 1        | 1      |
| 15   | Francia          | -        | -        | 1        | 1      |
| 15   | Germania         | -        | -        | 1        | 1      |